# Andreas Rasmussen
Andreas Engelbert Rasmussen (født 15. marts 1893 i Aalborg, død 23. februar 1967 i Aalborg) var en dansk hockeyspiller (målmand), som deltog i OL 1920 i Antwerpen. 
Andreas Rasmussen spillede for Københavns Hockeyklub. Hockeyturneringen ved OL 1920 havde kun fire deltagende hold, og Danmark tabte sin første kamp til Storbritannien 1-5 (Rasmussen er noteret for et selvmål i denne kamp), men vandt derpå 9-1 over Frankrig og 5-2 over Belgien. Dermed fik danskerne sølv efter Storbritannien, mens Belgien blev nummer tre.